# Mónica Madariaga
Mónica del Carmen Madariaga Gutiérrez (Santiago, 25 de enero de 1942-íd., 8 de octubre de 2009) fue una abogada, académica y política chilena, se desempeñó como ministra Educación Pública y Justicia durante la dictadura militar encabezada por su primo Augusto Pinochet, que gobernó el país entre 1973 y 1990.

## Biografía
Hija de Carlos Madariaga Pizarro y Laura Gutiérrez Ugarte y nieta de un general del Ejército de Chile, estudió en las Monjas Ursulinas, el Colegio Compañía de María y en el Liceo 7 de Providencia. Ingresó a Leyes en la Universidad de Chile y se tituló en 1966 con la tesis Derecho administrativo y seguridad jurídica.
En 1962 comenzó a trabajar en la Contraloría General.
Cuando Augusto Pinochet encabezaba la Junta Militar de Gobierno, fue designada ministra de Justicia entre 1977 y 1983, época en que se promulgó la Constitución de 1980 y el Decreto Ley 2.191, más conocido como Ley de Amnistía, que fue redactado por la propia Madariaga.
Mónica Madariaga pidió perdón en una entrevista concedida en 1985 a la periodista Mónica González para la revista Análisis y afirmó haber vivido una «microrrealidad» que no le permitía ver lo que realmente pasaba en el país en lo que respecta a los crímenes a los derechos humanos. Al mismo tiempo que culpa de algunas de sus acciones a Jaime Guzmán y José Piñera Echenique.
Tras el retorno a la democracia asumió la rectoría de la Universidad Andrés Bello. Fue candidata a senadora de la Unión de Centro Centro Progresista por la Circunscripción 9 (Región de O'Higgins) en las parlamentarias de 1997, pero no resultó elegida. Posteriormente fue directora de la Escuela de Derecho de la Universidad de Artes, Ciencias y Comunicación.
Entre 2001 y 2003 militó en la Unión Demócrata Independiente.

### Muerte
Mónica Madariaga contrajo, en 2004, un agresivo cáncer óseo y de mamas, que logró contener pero que luego reincidió y por metástasis se extendió al sistema linfático. La exministra reveló los costos de su tratamiento y los detalles médicos. El 8 de octubre de 2009 producto de un cáncer fallece a las 6 de la mañana en su domicilio en la comuna de Las Condes.

## Controversias
Mónica Madariaga se caracterizó por su fuerte personalidad, carácter franco y sus polémicas revelaciones y dichos, lo cual la situó en varias polémicas en la prensa.
Era una invitada frecuente en programas televisivos precisamente por su franqueza para develar algunos episodios del régimen militar, como por ejemplo indicar la gran influencia que Lucía Hiriart de Pinochet ejercía sobre su esposo.
Especial revuelo causó cuando en una entrevista al periódico La Tercera en 2000 afirmó que los dirigentes de la derechista UDI fueron adoctrinados en Colonia Dignidad.
En 2009 volvió a la agenda pública al afirmar, en una entrevista al Canal 2 de San Antonio, que en 1982 habría intercedido para liberar a Sebastián Piñera, en ese tiempo gerente general del Banco de Talca, de su encarcelamiento por fraude e infracciones a la Ley General de Bancos. Piñera negó las acusaciones, pero Madariaga reafirmó sus dichos, llamando "mentiroso" a quien era en ese momento el candidato presidencial de la Coalición por el Cambio.

## Historial electoral

### Elecciones parlamentarias de 1997
- Elecciones parlamentarias de 1997 a senador por la Circunscripción 9, (Región de O´Higgins)[15]

| Candidato                  | Pacto                          | Partido | Votos  | %     | Resultado |
| -------------------------- | ------------------------------ | ------- | ------ | ----- | --------- |
| Rafael Moreno Rojas        | Concertación por la Democracia | DC      | 82 789 | 25,01 | Senador   |
| Anselmo Sule Candia        | Concertación por la Democracia | PRSD    | 76 091 | 22,99 |           |
| Andrés Chadwick Piñera     | Unión Por Chile                | UDI     | 68 167 | 20,59 | Senador   |
| Mónica Madariaga Gutiérrez | Chile 2000                     | ILE     | 55 112 | 16,65 |           |
| Carlos Poblete Ávila       | La Izquierda                   | ILC     | 20 390 | 6,16  |           |
| Pablo Baraona Urzúa        | Unión Por Chile                | ILB     | 17 687 | 5,34  |           |
| Darío Poblete Morales      | Humanista                      | PH      | 5295   | 1,60  |           |
| Joaquín Arduengo Naredo    | Humanista                      | PH      | 3390   | 1,02  |           |
| Carlos Arroyo Hodges       | Chile 2000                     | UCCP    | 2072   | 0,63  |           |